# Mundochthonius carpaticus
Mundochthonius carpaticus es una especie de arácnido  del orden Pseudoscorpionida de la familia Chthoniidae.

## Distribución geográfica
Se encuentra en Polonia y en Ucrania.